# Aifur
L'Aifur est le nom donné à une réplique suédoise d'un petit modèle de bateau de Gokstad exposé au musée des navires vikings d'Oslo (Bygdøy), une épave d'un bateau viking de la fin du IXe siècle. Celle-ci a été découvert en 1880 dans un large monticule funéraire près de la ferme Gokstad, dans la région de Sandefjord dans le Vestfold, Norvège.
Le port d'attache est le lac Mälar en Suède.

## Histoire
Le nom Aifur est celui d'un des plus grands et dangereux rapides du fleuve Dniepr entre Dnepropetrovsk et Zaporojie.
L'Aifur a été construit avec l'intention de refaire la route des varègues jusqu'à la Grèce par les voies fluviales selon les Chronique des temps passés des contrées dites Rus'.

### Expédition Holmgård (1994 et 1996)
L'Expédition Holmgård est organisée avec un équipage de neuf hommes pour joindre le port ukrainien de Kherson au départ de Sigtuna sur le lac Mälar en traversant la Russie, la Biélorussie et l'Ukraine.
En 1994, l'Aifur traverse la mer Baltique et remonte les rivières Neva par le lac Ladoga et Volkhov à Novgorod. La distance parcourue est de 1382 km.  
En 1996, le navire part de Novgorod pour rejoindre Kherson sur le Dniepr. La rivière Lovat n'étant pas navigable en amont de Kholm et un portage trop long, l'expédition se poursuit sur les rivières Usvyatya, Daugava et Usvyatya. La distance parcourue est 1568 km. La distance combinée de cette expédition sera de 2950 km  sur une durée de 113 jours.

### Canada (2000)
Dans le cadre du 1 000e anniversaire de Leif Erikson sur la pointe nord de Terre-Neuve, l'Aifur a pris part au rassemblement de répliques de bateaux vikings à l'anse aux Meadows. Une dizaine de bateaux vikings transportés à cette occasion arrive le 28 juillet à cette destination avec le Íslendingur en tête suivi du Thor Viking, du Krampmacken, etc.

### Expédition Daugava (2001)
L'Aifur a descendu la Daugava pour rejoindre le port de Riga en Lettonie. Il est parti de la frontière russe de la Biélorussie à Surazh le 14 juin, où il avait été transporté, et est arrivé à Riga le 15 juillet pour le 500e anniversaire de la ville. Puis il a rejoint Haapsalu le 23 juillet.